# Герасим Кијевски
Митрополит Герасим је био епископ православне Кијевске митрополије, митрополит кијевски и све Русије у периоду од 1433-1435.

## Биографија
У постскриптуму збирке „Речи поста“ наводи се да је Герасим био „по рођењу Московљанин, Титов син, Болвановљев унук“.
Године 1414. кијевски митрополит Фотије је са „светим сабором најсветијих архијереја и епископа“ издао јеромонаху Герасиму повељу за Владимирску и Берестејску катедру.
Раније 1428. Герасим је, на захтев Витовта и благослов митрополита Фотија, премештен са Владимирско-Волинске столице у Смоленску. Од 1417. до 1433. године био је епископ смоленски.
Искористивши чињеницу да после смрти митрополита Фотија у Русији није било митрополита, Герасим је, било својом вољом, било вољом литванског кнеза Свидригајла, под чијом је влашћу тада био Смоленск, у јесен отишао у Цариград. из 1433. да тражи чин митрополита.
У јесен следеће године вратио се у митрополитски чин. Као што је поменуто, он није постављен само за Литванију, већ „на руском тлу“ и приписан му је титула митрополита кијевског и све Русије, а касније чак и московског и целе Русије.
Нови митрополит се зауставио у Смоленску, не усуђујући се да оде у Москву, пошто су се тамо наставиле кнежевске грађанске борбе. Од његовог архијерејског деловања познато је само да је 1434. године поставио архипастира у Новгороду.
Епископ Герасим је у почетку уживао наклоност кнеза Свидригаила, са којим је планирао да учествује у успостављању тада започете уније. Кнез је посебно похвалио свог митрополита пред папом Евгенијем IV и истакао његову ревност у планираном задатку. Али после неког времена кнез Свидригаило се наљутио на митрополита Герасима, сумњајући у тајну и непријатељску преписку са другим литванским кнезом Сигисмундом. Због тога је Герасим био окован у тешке ланце и протеран у Витепск, где је четири месеца касније, 26. јула 1435. године, спаљен.
Одмазда против митрополита ужаснула је многе западноруске кнезове и приморала их да напусте Свидригајлов барјак у грађанском рату 1432-1438.